# Gualtério de Métis

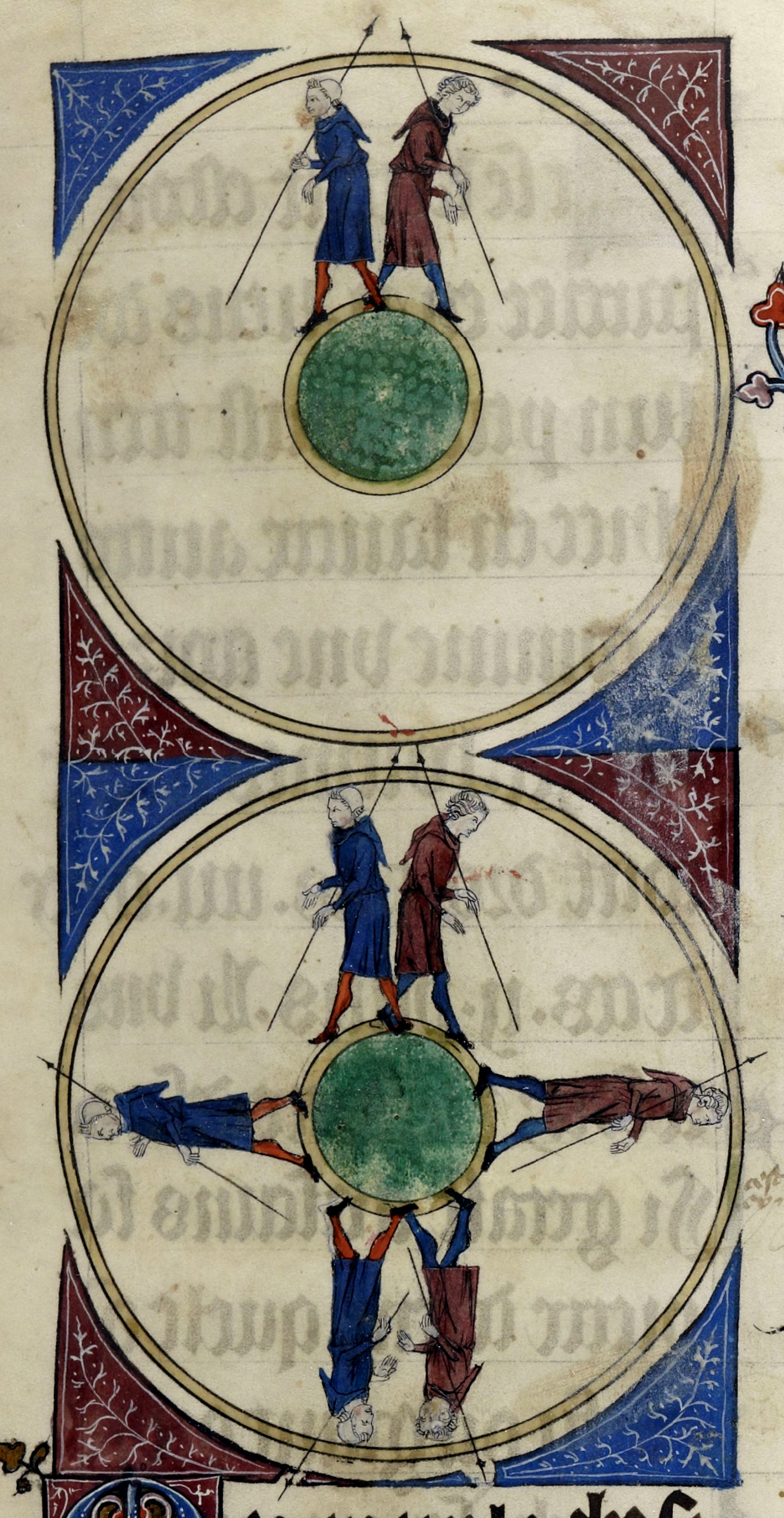
Ilustração medieval de uma terra redonda, cópia do século XIV de L'Image du monde

Gualtério de Métis (também Gauthier, Gossouin; em alemão: Walther von Metz) foi um padre e poeta francês. É conhecido sobretudo por ter escrito o poema enciclopédico L'Image du Monde.

## Imagem do Mundo
Em janeiro de 1245, Gualtério escreveu L'Image du monde ("A imagem do mundo") ou Imago Mundi, um trabalho enciclopédico sobre criação, a Terra e o universo, onde os fatos de misturam com fantasia. Foi originalmente escrito em latim na forma de 6594 versos otossilábicos rimados divididos em três partes. Algumas partes da Image du Monde foram compiladas por várias fontes latinas, especialmente Jacques de Vitry, Honório Augustodunense e Alexandre Nickam; na verdade, o autor em si não introduziu os elementos fantásticos do trabalho, que por sua vez foram originados nas suas fontes. O trabalho foi particularmente ilustrado.
A primeira parte do trabalho começa com a discussão de assuntos teológicos, com muito sendo disposto em paralelo com o trabalho de Agostinho de Hipona. Em seguida, ele passa a descrever as sete artes liberais antes de voltar a cosmologia, astrologia e física: "o mundo tem a forma de uma bola. O céu envolve tanto o mundo como o éter, um ar puro do qual os anjos assumem sua forma. O éter é de tal brilho surpreendente que nenhum pecador pode olhá-lo com impunidade: isto é porque homens caem em um desmaio quando anjos aparecem diante deles. O éter circunda os quatro elementos colocados na seguinte ordem: terra, água, ar, fogo." A física no trabalho é terrivelmente imprecisa, afirmando que quando pedras são descartadas, "se estas pedras fossem de diferentes tamanhos, a mais pesada atingiria o centro [da Terra] primeiro." O céu é apresentado como um objeto concreto: "o céu está tão longe de nós que uma pedra cairia por 100 anos antes de nos alcançar. Vista do céu, a Terra seria em tamanho como a menor das estrelas."
A segunda parte da Image du Monde é principalmente geográfica em natureza, repetindo muitos erros de fontes mais antigas, mas questionando algumas delas. Descreve a fauna em algumas das regiões que discute. Em seguida, tenta explicar o fenômeno atmosférico, descrevendo meteoros, que muitos na época percebiam como dragões, como um vapor seco que pegava fogo, cai e então desaparece, e também discute nuvens, raios, vento, etc. A terceira parte consiste principalmente em considerações astronômicas, com pesados empréstimos do Almagesto de Ptolemeu, e também descreve alguns filósofos clássicos e suas ideias, frequentemente errôneas, alegando, por exemplo, que Aristóteles acreditava na santa trindade e que Virgílio foi um profeta e mágico. Ele também tentativas para calcular o diâmetro da terra e a distância entre a Terra e a Lua.
Uma edição em prosa foi publicada logo após do trabalho poético original, provavelmente pelo autor original. Uma segunda edição em verso foi depois publicada em 1247, adicionando 4000 versos ao poema, dividindo-o apenas em duas partes ao invés de três, e mudando a ordem dos conteúdos. A Image du Monde foi traduzida do latim para o francês em 1245. Foi também traduzida duas vezes para o hebreu e em muitas outras línguas da Idade Média.
Em 1480 William Caxton publicou uma tradução em inglês da tradução em francês do Image du Monde como The Myrrour of the World ("O Espelho do Mundo") em Westminster; este foi o primeiro livro em inglês a ser impresso com ilustrações e foi uma das primeiras enciclopédias em inglês. Uma segunda edição foi impressa ca. 1490, e uma terceira foi impressa em 1527 por Lawrence Andrewe, embora a primeira edição foi aparentemente a mais cuidadosamente preparada. A tradução foi em grande parte fiel ao original, mas introduziu mais referências a lugares e pessoas ingleses.